# 10-я параллель северной широты
10-я параллель северной широты — воображаемая линия, проходящая по поверхности северного полушария Земли. 
На территории Судана в начале XXI века определяет линию столкновения между христианством и исламом; параллель представляла собой южную границу расселения мусульман в Африке и ранее. По сообщению Элизы Грисволд, англичане в XIX веке рассматривали эту широту как границу между «настоящей» Африкой и исламом; здесь была проведена стратегическая линия раздела между английской и французской Африкой после поражения французской стороны в «битве за Африку» в 1898 году. Как отмечает Грисволд, никто точно не знает, почему именно эта параллель была выбрана для раздела (возможно, круглое число просто привлекло внимание колонизаторов), но уже в 1905 году генерал-губернатор Судана Реджиналд Вингейт, во избежание повторения мусульманского восстания издал указ, запрещающий христианским миссионерам поездки на север от этой линии и, со временем, запретил также поездки мусульман на юг.
В XIX веке по этой параллели также проходила часть границы между колониальными владениями Великобритании и Франции в Сьерра-Леоне, сегодня это граница между Сьерра-Леоне и Гвинеей.
На этой параллели расположен Пролив Десятого Градуса.
Вдоль параллели проходит так называемая «10-я магистраль» (англ. Highway 10) — воздушный маршрут, по которому транспортируется до половины наркотиков, доставляемых из Южной Америки в Европу (через Африку), что связано с тем, что в этих широтах Африка и Южная Америка наиболее близки.
Летом и осенью на этой широте заканчивается зона северных пассатов (зимой зона безветрия сдвигается южнее, к 5-й параллели северной широты).